# 利特基 (盧吉尼區)
51°2′59″N 28°25′34″E / 51.04972°N 28.42611°E
利特基（烏克蘭語：Літки），是烏克蘭北部的村莊，隸屬日托米爾州的科羅斯滕區。該村始建於1665年，面積3.57平方公里，海拔高度188米，2001年人口699，人口密度每平方公里195.8人。